# Seleukos II Kallinikos
Seleukos II Kallinikos hoặc Pogon (Tiếng Hy Lạp: Σέλευκος Β 'Καλλίνικος, có ý nghĩa là người chiến thắng đẹp và "Bearded", tương ứng như vậy) là một vị vua Hy Lạp hóa của vương quốc Seleukos. Sau khi Antiochos II qua đời, vợ vua là Laodice ở Ephesos đã tôn con mình là Seleukos lên ngôi, trong khi thủ hạ của bà ta giết chết Berenice, vợ kế của Antiochos, và con trai của bà.
Mối thâm thù này đã dẫn đến cuộc chiến tranh Syria lần thứ ba. Ptolemaios III, vua Ai Cập và cũng là anh trai của Berenice, đã tiến hành xâm lược vương quốc Seleukos và đã toàn thắng trong cuộc hành quân tới tận Tigre hoặc xa hơn. Ông nhận được sự quy phục của các tỉnh phía đông của vương quốc Seleukos. Trong khi những con tàu của Ai Cập càn quét bờ biển phía đông của Tiểu Á.
Seleukos đã cố gắng tự mình quản lý ở phần trung tâm của Tiểu Á. Khi Ptolemaios quay trở lại Ai Cập, Seleukos đã khôi phục lại phần phía bắc của Syria và các tỉnh gần phía đông của Iran. Tuy nhiên, Antiokhos Hierax, em trai của Seleukos đã nổi dậy ở Tiểu Á chống lại Seleukos do một phe phái mà Laodice tự mình tham gia.
Tại Ancyra (khoảng năm 235 TCN), Seleukos đã phải chấp nhận một cuộc rút lui để lại phần lãnh thổ bên ngoài dãy Taurus cho em trai mình và toàn bộ sức mạnh của bán đảo. Sau đó, Seleukos đã tự tiến hành một cuộc viễn chinh để chiếm Parthia nhưng kết quả không đi đến đâu. Theo một số nguồn tin, ông đã bị vua Parthia bắt làm tù binh trong vài năm. Theo một số nguồn khác, ông đã thiết lập hòa bình với vua Arsaces I, người đã được công nhận chủ quyền của mình.
Tại Tiểu Á, Pergamon ngay bây giờ đã trở nên lớn mạnh hơn dưới quyền của Attalos I. Antiochos Hierax, sau khi thất bại trong khi cố gắng để cướp lấy ngai vàng của anh trai, đã bỏ mạng khi lánh nạn tại Thrace năm 228 hoặc 227 TCN.
Khoảng một năm sau, Seleukos II cũng mất sau khi bị ngã ngựa. Ông đã được thừa kế bởi con trai đầu là Seleukos III Keraunos, và sau này là con trai út Antiochos III Đại đế. Cả hai đều là con của ông với hoàng hậu Laodice.